# مالیک تیاو
مالیک تیاو (آلمانی: ˈmalɪk ˈtʃaʊ؛ زادهٔ ۸ اوت ۲۰۰۱) بازیکن فوتبال اهل آلمان است که در پست دفاع میانی برای باشگاه نیوکاسل در لیگ برتر انگلستان و تیم ملی آلمان بازی می‌کند.

## دوران باشگاهی
تیاو در دوران کودکی خود برای تی‌وی کاکوم-ویتلر، که یک باشگاه رده پایه در دوسلدورف بود، بازی می‌کرد. او بعدها در رده‌های سنی فورتونا دوسلدورف، بایر ۰۴ لورکوزن و بروسیا مونشن‌گلادباخ بازی کرد و در سال ۲۰۱۵ به آکادمی جوانان شالکه ۰۴ پیوست. او اولین بازی حرفه‌ای خود را برای شالکه در ۷ مارس ۲۰۲۰ مقابل هوفنهایم در بوندسلیگا انجام داد؛ شالکه در آن بازی به تساوی ۱–۱ رسید.

## بازی‌های ملی
تیاو در آلمان و از پدری سنگالی و مادری فنلاندی به دنیا آمد و بزرگ شد. او دارای پاسپورت آلمانی و فنلاندی است. در سال ۲۰۱۷، او به عنوان نماینده تیم زیر ۱۷ سال فنلاند دعوت شد، اما برای آنها بازی نکرد. در ۱۵ مارس ۲۰۲۱، تیاو به نمایندگی از آلمان در تیم زیر ۲۱ سال آلمان و مسابقات قهرمانی اروپا زیر ۲۱ سال ۲۰۲۱ شرکت کرد.

## آمار بازی
تا تاریخ ۱۰ دسامبر ۲۰۲۱}}
| باشگاه   | فصل     | لیگ         | لیگ    | لیگ | جام    | جام | دیگر   | دیگر | جمع    | جمع |
| باشگاه   | فصل     | لیگ         | بازی‌ها | گل  | بازی‌ها | گل  | بازی‌ها | گل   | بازی‌ها | گل  |
| -------- | ------- | ----------- | ------ | --- | ------ | --- | ------ | ---- | ------ | --- |
| شالکه ۰۴ | ۲۰۱۹–۲۰ | بوندس‌لیگا   | ۴      | ۰   | ۰      | ۰   | –      | –    | ۴      | ۰   |
| شالکه ۰۴ | ۲۰۲۰–۲۱ | بوندس‌لیگا   | ۱۹     | ۱   | ۳      | ۰   | –      | –    | ۲۲     | ۱   |
| شالکه ۰۴ | ۲۰۲۱–۲۲ | بوندس‌لیگا ۲ | ۱۷     | ۰   | ۱      | ۰   | –      | –    | ۱۸     | ۰   |
| مجموع    | مجموع   | مجموع       | ۴۰     | ۱   | ۴      | ۰   | ۰      | ۰    | ۴۴     | ۱   |